# Robert Dutton
 (mars 2017).
Robert Dutton, né en 1955 au Québec (Canada), est un entrepreneur québécois.

## Biographie
Robert Dutton est né en 1955 au Québec. Il est l’aîné de la famille, un frère jumeau (Richard), une plus jeune sœur (Line). Ses parents, Marita et Richard Dutton acquièrent une quincaillerie lorsque Robert est tout jeune. À l'âge de quatre ans,  il participe à la vie de  la quincaillerie de ses parents à Sainte-Dorothée . Robert Dutton a vécu son enfance et son adolescence  à Laval. 

## Carrière
Robert Dutton entre au service de RONA après avoir terminé en 1977 son baccalauréat en administration à HEC Montréal. Son cheminement au sein de la compagnie a duré 35 années et l’a mené à traverser bien des changements et tempêtes jusqu’à la fin de son mandat comme président de RONA en 2012. 

## Passions
Les entrepreneurs et le développement entrepreneurial sont les passions de Robert Dutton. De là vient son implication dans plusieurs organismes comme mentor, enseignant  et entraîneur. Son immense implication dans le domaine des affaires lui a valu des marques de reconnaissance par ses pairs,,. Il écrit aussi pour le journal Les Affaires.